# Ryszard Polkowski
Ryszard Polkowski (ur. 18 grudnia 1931 w Kałuszynie, zm. 23 września 2015) – polski działacz partyjny, konsul generalny PRL i RP w Kijowie (1987–1990).

## Życiorys
W latach 1948–1953 należał do Związku Młodzieży Polskiej. W 1953 wstąpił do Polskiej Zjednoczonej Partii Robotniczej. W 1966 został absolwentem Wyższej Szkoły Nauk Społecznych przy Komitecie Centralnym PZPR. Był sekretarzem ds. propagandy (1964–1969) oraz I sekretarzem (1969–1971) Komitetu Powiatowego PZPR w Grójcu. Od 1972 do 1974 był kierownikiem Wydziału Propagandy Komitetu Wojewódzkiego w Warszawie. W latach 1974–1982 był sekretarzem Zarządu Głównego Towarzystwa Przyjaźni Polsko-Radzieckiej. W 1982  został członkiem Związku Zawodowego Pracowników PZPR. Od 1982 był starszym inspektorem w Wydziale Zagranicznym Komitetu Centralnego PZPR, a od 1985 do 1987 głównym specjalistą tamże. Od 15 lipca 1987 do 1990 pełnił funkcję konsula generalnego w Kijowie.
Syn Władysława i Kazimiery. Pochowany na Cmentarzu Komunalnym Północnym w Warszawie.